# 求职者津贴
求职者津贴（英語：Jobseeker's Allowance，JSA）是英国政府向积极求职的失业者发放的一种失業保險。此為英國社会保障福利制度的一部分，旨在支付申请者失业期间的生活费用。
英格兰、威爾斯和蘇格蘭的申請工作由就业和养老金部（DWP）管理，北愛爾蘭由社群部（DfC）管理。申請資格為年滿18歲到國家養老金年齡。。
要獲得JSA的資格，申請者必須透過填寫求職者協議表和參加新求職者面試（NJI）來宣告他們正在積極尋找工作。 另外必須每兩週去Jobcentre Plus簽到，即證明申請者仍在積極找工作。直到2020年，求職者津貼的申請是由求職者津貼支付系統（JSAPS）維護。